# Zoey's Extraordinary Playlist
Zoey's Extraordinary Playlist es una serie de televisión de comedia dramático-musical estadounidense creada por Austin Winsberg y estrenada en Estados Unidos el 7 de enero de 2020 en NBC. La serie está protagonizada por Jane Levy como Zoey Clarke, una programadora informática que descubre que tiene la capacidad de escuchar los pensamientos más íntimos de la gente en forma de canciones. Cada episodio presenta múltiples números de canciones y bailes que desarrollan la historia.
La serie también está protagonizada por Skylar Astin, Alex Newell, John Clarence Stewart, Peter Gallagher, Mary Steenburgen y Lauren Graham. La serie ha recibido críticas generalmente positivas de los críticos.
En junio de 2020, se anunció que la serie había sido renovada para una segunda temporada. NBC, anunció en junio de 2021, la cancelación de la serie tras el fin de la segunda temporada.
A mediados del 2021 se anunció que en la plataforma americana Roku se produciría una película navideña para finales de 2021 titulada Zoey's Extraordinary Christmas, si la película tiene la atención suficiente tienen pensado renovar la serie por más episodios o películas temáticas.

## Elenco

### Principal
- Jane Levy como Zoey Clarke, una programadora que ha sido recientemente ascendida a gerente de ingeniería en San Francisco con base en SPRQ Point, una firma tecnológica especializada en dispositivos inteligentes y apps. Un terremoto ocurre mientras se le hace una IRM, y una enorme lista de canciones en archivo se descarga en su cerebro; posteriormente descubre que su mente puede ahora percibir los pensamientos más íntimos de los demás en forma de canciones y bailes populares.
- Skylar Astin como Max Richman, el compañero de trabajo de Zoey en SPRQ Point y su amigo más cercano, que siente algo por ella.
- Alex Newell como Mo, la vecina de Zoey y la DJ que trata de ayudarla a entender el alcance de su poder.[3]
- John Clarence Stewart como Simon Haynes, un nuevo empleado de SPRQ Point que se vincula con Zoey por sus trágicas experiencias compartidas.
- Peter Gallagher como Mitch Clarke (temporada 1), el padre de Zoey. Tiene PSP, lo que le hace perder facultades musculares (basado en parte en las experiencias de Winsberg con su propio padre[4]). Mitch no puede hablar, pero puede escribir frases cortas en un ordenador.
- Mary Steenburgen como Maggie Clarke, la madre de Zoey y la esposa de Mitch.
- Lauren Graham como Joan Bennett, La jefa de Zoey en SPRQ Point.[Nota 1]

### Recurrente
- Michael Thomas Grant como Leif Donnelly, un codificador y rival profesional de Zoey, que es parte de su equipo de ingeniería.
- Kapil Talwalkar como Tobin, un codificador en SPRQ Point y el mejor amigo de Leif. También es parte del equipo de Zoey.
- Andrew Leeds como David Clarke, el hermano mayor de Zoey y un defensor público.
- Stephanie Styles como Autumn, una barista que sale con Max por insistencia de Zoey.
- Alice Lee como Emily Kang, la esposa de David que está embarazada de su hijo y es una abogada corporativa.
- India de Beaufort como Jessica, la prometida de Simon.
- Patrick Ortiz como Eddie, el nuevo novio de Mo.
- Zak Orth como Howie, el asistente de salud en el hogar de Mitch.
- Harvey Guillén como George (temporada 2),[5] el nuevo programador del SPRQ Point.
- Jee Young Han como Jenna Kang (temporada 2), hermana mayor de Emily.[6]
- Morgan Taylor Campbell como McKenzie (temporada 2), programador del SPRQ Point.
- Alvina August como Tatiana Morris (temporada 2), reportera amiga de Simon.
- Felix Mallard como Aiden (temporada 2),[6] el vecino de Zoey.
- Katie Findlay como Rose (temporada 2),[7] la amiga de la infancia de Max.
- David St. Louis como Perry (temporada 2), el interés amoroso de Mo.

### Invitados
- Justin Kirk como Charlie Bennett, el esposo exigente y de alto perfil de Joan.
- Noah Weisberg como Danny Michael Davis, un mercurial multimillonario de la tecnología y el dueño de SPRQ Point.
- Renée Elise Goldsberry como Ava Price, la contraparte de Joan en el sexto piso del SPRQ Point.
- Sandra Mae Frank como Abigail, la hija de Howie, que anhela ir a Kenia y es sorda.[8]
- Bernadette Peters como Deb, una mujer recientemente viuda que Zoey conoce en la funeraria.

## Episodios
| Temporada | Temporada | Episodios | Episodios | Emisión original   | Emisión original   |
| Temporada | Temporada | Episodios | Episodios | Primera emisión    | Última emisión     |
| --------- | --------- | --------- | --------- | ------------------ | ------------------ |
|           | 1         | 12        | 12        | 7 de enero de 2020 | 3 de mayo de 2020  |
|           | 2         | 13        | 13        | 5 de enero de 2021 | 16 de mayo de 2021 |

### Temporada 1 (2020)
| N.º | Título                             | Dirigido por                   | Escrito por                                      | Fecha de emisión original | Audiencia (millones) |
| --- | ---------------------------------- | ------------------------------ | ------------------------------------------------ | ------------------------- | -------------------- |
| 1 | «Pilot»                            | Richard Shepard                | Austin Winsberg                                  | 7 de enero de 2020        | 2,66                 |
| Zoey está pasando por muchas cosas en su vida: su jefa, Joan, se niega a darle un ascenso debido a su falta de confianza en sí misma, y su querido padre se está muriendo de Parálisis Supranuclear Progresiva (PSP), que ha desgarrado a su familia. Temiendo que ella misma pueda estar desarrollando síntomas, decide hacerse una resonancia magnética. Durante el procedimiento, un terremoto hace que la máquina funcione mal, alterando sus patrones cerebrales. Zoey descubre que ahora puede esencialmente leer la mente cuando la gente empieza a cantarle sus pensamientos y sentimientos privados; quiere ignorar su nuevo don, pero decide lo contrario cuando le permite conectarse emocionalmente con su compañero de trabajo Simon, quien la insta a pasar más tiempo con su padre antes de que se vaya para siempre. Zoey tiene la intención de perseguir sus sentimientos por él, pero cuando se entera de que tiene una prometida, su recién descubierta confianza se hace añicos. Más tarde esa noche, su don le permite comunicarse con su padre por primera vez en meses, revelando que aunque se esté debilitando, todavía está muy vivo. Zoey organiza un viaje en barco para levantarle el ánimo y se hace cargo en el trabajo de tratar con un fallo del sistema. Esto impresiona a Joan, que acepta darle el ascenso. Cuando se lo cuenta a su amigo Max, descubre accidentalmente que él ha estado secretamente enamorado de ella durante años. |                                    |                                |                                                  |                           |                      |
| 2 | «Zoey's Extraordinary Best Friend» | Adam Davidson                  | Austin Winsberg                                  | 16 de febrero de 2020     | 2,01                 |
| Con la esperanza de alejar el afecto de Max de ella, Zoey lo pone en contacto con Autumn, su barista favorito. Su último proyecto en el trabajo, una búsqueda del tesoro virtual diseñada como parte de una promoción de la empresa, sale terriblemente mal cuando su liderazgo autoritario no logra motivar a su equipo. Por desesperación, termina todo el proyecto ella misma, disgustando a Joan, que está decepcionada por su incapacidad para ser una gerente efectiva. En casa, el padre de Zoey le canta «Moondance» a su madre. Zoey cree que es una señal de que quiere intimar. Le dice a su madre, que está encantada, ya que su esposo, a pesar de tener más control sobre sus movimientos musculares gracias a la mejora de la medicación, sigue siendo incapaz de comunicarse eficazmente con ella. Zoey sigue el consejo de Simon y le dice a los miembros de su equipo cuánto les agradece que se ganen su confianza. Más tarde, ella y Mo hablan de su poder, y Zoey se da cuenta de que puede ser capaz de usarlo para ayudar a la gente con sus problemas. |                                    |                                |                                                  |                           |                      |
| 3 | «Zoey's Extraordinary Boss»        | Daisy von Scherler Mayer       | Sam Laybourne                                    | 23 de febrero de 2020     | 1,96                 |
| Zoey se entera de que Joan tiene problemas con su matrimonio. Inicialmente, decide no involucrarse, pero se encuentra acosada por la canción de Joan: «(I Can't Get No) Satisfaction». Zoey abre un diálogo con Joan, quien comparte sobre su descuidado y controlador esposo Charlie. Zoey también se da cuenta de que su madre, Maggie, se siente poco apreciada en casa, cuidando constantemente de Mitch sin tomarse tiempo para ella misma. Después de que Maggie instiga un altercado en una tienda de comestibles, Zoey y su hermano organizan una intervención y sugieren que se turnen para cuidar de Mitch. En la fiesta de lanzamiento en la que Charlie tiene previsto estrenar el nuevo smartwatch de SPRQ, Joan le dice que su matrimonio está acabado. A instancias de Zoey, ella misma hace la demostración del producto, que es bien recibida. Zoey supera su anterior reticencia y se une a Simon en un baile. |                                    |                                |                                                  |                           |                      |
| 4 | «Zoey's Extraordinary Neighbor»    | Adam Davidson                  | Gretchen J. Berg & Aaron Harberts                | 1 de marzo de 2020        | 2,06                 |
| Zoey descubre que Mo, una cantante de coro en su tiempo libre, se viste de hombre mientras actúa; cuando intenta intervenir, Mo le dice airadamente que se mantenga al margen. Joan se deprime y empieza a ayunar, dejando a Zoey preocupada porque sus esfuerzos por ayudar a los demás son contraproducentes. David, al notar que Mitch está molesto por la idea de no poder celebrar el nacimiento de su nieto, decide hacer una fiesta de revelación de género para él. Maggie es contratada para ayudar a preparar la boda de Simon, y Zoey le confiesa que sus sentimientos por Simon provienen en parte de su experiencia compartida de perder a sus padres. Mo deja de ir a la iglesia, sintiéndose como un hipócrita, así que cuando ve a Zoey ayudar a una vecina agorafóbica a salir de su apartamento por primera vez, le inspira a aceptar finalmente quién es y actuar vestido de mujer. |                                    |                                |                                                  |                           |                      |
| 5 | «Zoey's Extraordinary Failure»     | Darnell Martin                 | Jack Kenny & Austin Winsberg                     | 8 de marzo de 2020        | 1,93                 |
| Se abre una brecha entre Zoey y su hermano cuando revela su miedo a la paternidad a su esposa Emily, perjudicando su relación. Cuando ella lo llama para que arregle las cosas, él le dice que necesitan un tiempo separados antes de poder perdonarla. Max toma la decisión de romper con Autumn después de darse cuenta de que quieren cosas diferentes en la vida. Leif recibe una crítica negativa de sus compañeros en el trabajo y cae en la desesperación ya que no sabe cómo manejar las críticas, así que Zoey le deja que la culpe por la crítica (que en realidad escribió Joan) para ayudarle a superarla. Maggie contempla la posibilidad de cerrar el negocio de diseño de jardines que fundó con Mitch, pero cambia de opinión cuando Zoey interviene. Esa noche, Simon se acerca a su apartamento para compartir sus sentimientos sobre el aniversario de la muerte de su padre, y le canta una canción del corazón, lo que lleva a un momento de profunda atracción mutua. |                                    |                                |                                                  |                           |                      |
| 6 | «Zoey's Extraordinary Night Out»   | Rose Troche                    | Lindsey Rosin                                    | 15 de marzo de 2020       | 1,93                 |
| Max se entera por medio de Zoey que Autumn está furiosa con él por haber terminado su relación; se vuelve hacia Mo, quien le aconseja olvidar el pasado y le da un cambio de imagen para que pueda seguir adelante. Zoey decide no asistir a la fiesta de compromiso de Simon por miedo a que su prometida Jessica crea que ella y Simon sienten algo el uno por el otro. En su lugar, sale a beber con Joan, lo que eventualmente termina llevándolos directamente a la fiesta de Simon. Mientras están ebrias, Joan y Leif tienen una nueva idea tecnológica. Mo conoce a Eddie, uno de los novios de Jessica. Jessica acusa públicamente a Zoey de acostarse con su futuro esposo, y la echa. Entonces recibe una llamada de Maggie que Mitch se ha lesionado la espalda al subir las escaleras. Max sube, llevando a Zoey a ver a su padre, y ella comienza a contemplar si todavía podrían tener un futuro juntos. |                                    |                                |                                                  |                           |                      |
| 7 | «Zoey's Extraordinary Confession»  | Richie Keen                    | Davah Avena                                      | 22 de marzo de 2020       | 1,95                 |
| Zoey decide decirle a Max la verdad sobre su poder. Él cree que ella se está burlando de él y de sus sentimientos, así que intenta convencerlo ayudando a Leif y Tobin a arreglar su amistad, que ha sido impactada por el nuevo proyecto de Leif. Leif admite que quiere centrarse más en el trabajo, y que espera que Tobin haga lo mismo. Max sigue sin estar convencido, así que Zoey le dice que siempre supo que él la amaba pero nunca dijo nada. Esto demuestra ser la gota que colma el vaso, y él se va. Zoey está destrozada e intenta arreglar las cosas para ella y para Max. Y mientras Zoey es capaz de salvar su relación confesando sus miedos al compromiso, Max le dice que no es suficiente con arreglar las cosas. Maggie contrata a una enfermera para que cuide a Mitch, pero cuando ignora sus deseos, Maggie la despide y contrata a un cuidador más relajado. Zoey sorprende a Leif y Joan discutiendo su creciente atracción por el otro y besándose. |                                    |                                |                                                  |                           |                      |
| 8 | «Zoey's Extraordinary Glitch»      | Jon Turteltaub                 | Samantha McIntyre                                | 29 de marzo de 2020       | 1,88                 |
| Mientras que en medio de un estrés extremo para cumplir con un horario imposible en el trabajo, y teniendo que hacer una gran presentación al CEO, Zoey recibe noticias devastadoras sobre su padre. Su condición comienza a deteriorarse rápidamente de nuevo, y puede que sólo le queden unas pocas semanas de vida. El estrés extremo y las tristes noticias hacen que su poder se «revierta», de modo que en lugar de escuchar los sentimientos más íntimos de otras personas como una canción, Zoey misma canta incontrolablemente sus propios sentimientos más íntimos. Al final ella irrumpe en Pressure de Billy Joel cuando se supone que debe presentar su línea de tiempo para un proyecto al CEO. Zoey y Joan asumen que ambas serán despedidas como resultado de su arrebato, pero el CEO está impresionado por su «rareza» y no sólo le da luz verde al proyecto, sino que acepta su línea de tiempo de un año. Zoey también canta en voz alta a Simon y Max, revelando que siente algo por ambos. Simon besa brevemente a Zoey, y Zoey se enfrenta a su padre para que sus poderes vuelvan a la normalidad. |                                    |                                |                                                  |                           |                      |
| 9 | «Zoey's Extraordinary Silence»     | Charles Stone III              | Matthew Irving Epstein                           | 5 de abril de 2020        | 1,94                 |
| Los poderes de Zoey han vuelto a la normalidad, pero quiere que Simon le aclare lo del beso que compartieron. Ella escucha a Howie, el cuidador de su padre, cantar y descubre que tiene una relación difícil con su hija, Abigail. Zoey va con Howie a ver a Abigail en la universidad y descubre que es sorda y está buscando un código, pero Howie no quiere que Abigail se vaya al extranjero, a Kenia, para avanzar en su carrera. Mientras tanto, Mo y Eddie invitan a Simon y Jessica a almorzar para que Mo pueda «leer a Simon el acto de disturbios» sobre lo que le está haciendo a Jessica y Zoey, pero queda claro que Simon es un buen tipo que simplemente no sabe qué hacer. Emily recibe consejos de Maggie sobre cómo hacer saber a su esposo que quiere volver a tener sexo. Max recibe una oferta de trabajo de Ava Price en el piso 6. Zoey y Tobin hablan con Abigail sobre la relación con su padre y sobre una posible pasantía en SPRQ Point; finalmente Zoey ayuda a convencer a Howie de que deje a Abigail estudiar en el extranjero. Zoey le transmite a Simon que «no puede y no hará esto nunca más». Cuando Zoey regresa al trabajo al día siguiente, es testigo de la ruptura de Simon y Jessica (presumiblemente). |                                    |                                |                                                  |                           |                      |
| 10 | «Zoey's Extraordinary Outburst»    | Tristram Shapeero              | Adam Armus                                       | 19 de abril de 2020       | 1,98                 |
| Zoey y Simon intentan redefinir su relación después de que él rompiera su compromiso; pero ella cree que su dolor ha vuelto al punto de partida después de escucharlo cantar la misma canción que los unió en primer lugar. Max se acostumbra rápidamente a su nuevo trabajo en el sexto piso, e incluso decide quedarse y ayudar a su nuevo equipo a trabajar en el proyecto del cuarto piso cuando subieron para llevarlo de regreso. Zoey cree que la está torturando por no apoyarlo, pero él responde que ahora quiere centrarse en su propia felicidad y no en la de los demás. Zoey luego explota con Howie por sedar a su padre para que pudiera dormir mejor, el inconveniente es que él responde menos y, para Zoey, es un momento menos para vincularse con él. Después de una pelea a gritos con Simon por su dolor y una pequeña fiesta catártica de baile orquestada por Mo, tanto Simon como Zoey se ayudan mutuamente a reconocer sus propios dolores. Cuando Joan rompe su relación con Leif (a pesar de que él realmente la ama), él se las arregla preguntándole a Max si podría mudarse al sexto piso con él. Mientras tanto, el aniversario de Mitch y Maggie se acercaba, y sus típicos planes se descarrilaron debido a su condición. El día de, Zoey y Howie preparan una cena íntima para que puedan compartir una última noche romántica juntos.                                                                                                 |                                    |                                |                                                  |                           |                      |
| 11 | «Zoey's Extraordinary Mother»      | Adam Davidson                  | Gretchen J. Berg, Aaron Harberts & Sam Laybourne | 26 de abril de 2020       | 1,70                 |
| Zoey y su familia comienzan los preparativos para el funeral, pero Maggie especialmente no está lista para nada de eso o lo que sigue emocionalmente. Zoey se encuentra con una viuda acomodada llamada Deb. Recluta a Deb para ayudar a Maggie a reconocer la inevitabilidad de la muerte de su marido. Cuando Joan se da cuenta de que Zoey no puede defenderse durante la competencia de piso, le asegura que no permitirá que el trabajo se interponga en el camino de la familia y que se tomará su tiempo en la transición posterior. Max y Leif se unen inesperadamente por su amor rechazado por Zoey y Joan, respectivamente. Mo quiere romper con su novio cuando este anuncia la posibilidad de un compromiso de 8 meses para un espectáculo; A pesar de que su corazón canta lo contrario, Mo lo termina. Joan y Ava descubren que Leif ha estado transfiriendo datos para el gran proyecto al cuarto piso; ellos responden cancelando la competencia y acordando comenzar a trabajar juntos. Esto inspira a Zoey y Max a empezar a mejorar su amistad. Sin embargo, Ava confronta a Max por su decisión de permitir que Leif subiera al sexto piso y lo despide en el acto. |                                    |                                |                                                  |                           |                      |
| 12 | «Zoey's Extraordinary Dad»         | Jon Turteltaub & Adam Davidson | Austin Winsberg                                  | 3 de mayo de 2020         | 1,98                 |
| Zoey escuchó una canción que la inquietó, por lo que está esperando que suceda lo peor. Es más, Zoey tomará una gran decisión sobre sus sentimientos y los compartirá con Max y Simon. El estado de Mitch no va bien y la familia se prepara para pasar por el peor escenario posible. Al final, Zoey, su familia y amigos asisten al funeral del padre de Zoey y se despiden. |                                    |                                |                                                  |                           |                      |

### Temporada 2 (2021)
| N.º | Título                              | Dirigido por     | Escrito por                   | Fecha de emisión original | Audiencia (millones) |
| --- | ----------------------------------- | ---------------- | ----------------------------- | ------------------------- | -------------------- |
| 1   | «Zoey's Extraordinary Return»       | John Terlesky    | Austin Winsberg               | 5 de enero de 2021        | 3.01                 |
| 2   | «Zoey's Extraordinary Distratction» | Anya Adams       | Sam Laybourne                 | 12 de enero de 2021       | 2,66                 |
| 3   | «Zoey's Extraordinary Dreams»       | John Terlesky    | Samantha McIntyre             | 19 de enero de 2021       | 2.41                 |
| 4   | «Zoey's Extraordinary Employee»     | Anya Adams       | Robert Sudduth                | 26 de enero de 2021       | 2,31                 |
| 5   | «Zoey's Extraordinary Trip»         | John Teriesky    | Joe Port & Joe Wiseman        | 2 de febrero de 2021      | 2.24                 |
| 6   | «Zoey's Extraordinary Reckoning»    | Anya Adams       | Zora Bikangaga                | 9 de febrero de 2021      | 2.19                 |
| 7   | «Zoey's Extraordinary Memory»       | John Terlesky    | Emily Fox                     | 28 de marzo de 2021       | 1.20                 |
| 8   | «Zoey's Extraordinary Birthday»     | Shasta Spahn     | Lindsey Rosin                 | 4 de abril de 2021        | 1.18                 |
| 9   | «Zoey's Extraordinary Mystery»      | John Terlesky    | Samantha McIntyre             | 11 de abril de 2021       | 1.43                 |
| 10  | «Zoey's Extraordinary Girls' Night» | Richard Lewis    | Alicia Carroll                | 18 de abril de 2021       | 1.20                 |
| 11  | «Zoey's Extraordinary Double Date»  | Mandy Moore      | Emily Fox & Robert Sudduth    | 2 de mayo de 2021         | 1.30                 |
| 12  | «Zoey's Extraordinary Session»      | Richard J. Lewis | Celeste Klaus & Sam Laybourne | 9 de mayo de 2021         | 1.31                 |
| 13  | «Zoey's Extraordinary Goodbye»      | John Terlesky    | Austin Winsberg               | 16 de mayo de 2021        | 1.28                 |

## Producción

### Desarrollo
El 12 de enero de 2019, se anunció que NBC había dado a la serie, una orden de la producción del piloto. El piloto fue escrito por Austin Winsberg, quien es productor ejecutivo junto con Richard Shepard, Paul Feig, Kim Tannenbaum, Eric Tannenbaum, David Blackman y Daniel Inkeles. Las compañías de producción involucradas con el piloto incluyen a Lionsgate Television y Universal Television. El 12 de mayo de 2019, NBC había ordenado la producción de la serie. Pocos días después, se anunció que la serie se estrenaría como parte de la mitad de temporada en el 2020. La serie tendrá un preestreno especial el 7 de enero y su estreno regular será el 16 de febrero de 2020. El 11 de junio de 2020, se anunció que NBC renovó la serie para una segunda temporada, después de importantes ganancias entre los espectadores digitales, y un fuerte apoyo de los fans en la encuesta anual de USA Today.

### Casting
En febrero de 2019, se anunció que Jane Levy, Skylar Astin, Alex Newell y Mary Steenburgen habían sido elegidos para los papeles principales del piloto. Aunque se ordenó al piloto, en marzo de 2019 se informó de que Peter Gallagher, John Clarence Stewart y Carmen Cusack se habían unido al elenco de la serie. El 23 de mayo de 2019, se anunció que Andrew Leeds se había unido al elenco recurrente interpretando a David. El 27 de agosto de 2019 se anunció que Lauren Graham había sustituido a Cusack en el papel de Joan. El 6 de septiembre de 2019 se anunció que Michael Thomas Grant, Kapil Talwalkar y Stephanie Styles se habían unido al elenco recurrente de la serie.

### Rodaje
El rodaje de la serie comenzó el 3 de septiembre de 2019 y terminó el 30 de enero de 2020 en Richmond, Columbia Británica. Los créditos finales apuntan que el episodio piloto fue parcialmente grabado en San Francisco. El rodaje de la segunda temporada está previsto que empiece el 21 de septiembre de 2020 para acabar el 31 de marzo de 2021.

## Lanzamiento

### Distribución
En España, la serie fue puesta a disposición el 7 de agosto de 2020 en HBO España.

## Recepción

### Críticas
En Rotten Tomatoes la serie tiene un índice de aprobación del 75%, basado en 32 reseñas, con una calificación promedio de 7.18/10. El consenso crítico del sitio dice, «Aunque golpea la ocasional nota agria, Zoey's Extraordinary Playlist se las arregla para llevar una melodía bastante agradable, gracias en gran parte a la siempre encantadora Jane Levy». En Metacritic, tiene puntaje promedio ponderado de 66 sobre 100, basada en 18 reseñas, lo que indica «críticas generalmente favorables».

### Audiencias
| N.º | Título                             | Fecha de emisión      | ÍA/CP (18–49) | Audiencia (millones) | DVR (18–49) | Audiencia DVR (millones) | Total (18–49) | Audiencia total (millones) |
| --- | ---------------------------------- | --------------------- | ------------- | -------------------- | ----------- | ------------------------ | ------------- | -------------------------- |
| 1   | «Pilot»                            | 7 de enero de 2020    | 0,6/4         | 2,66                 | —           | 1,05                     | —             | 3,71                       |
| 2   | «Zoey's Extraordinary Best Friend» | 16 de febrero de 2020 | 0,4/2         | 2,01                 | 0,3         | 1,06                     | 0,7           | 3,08                       |
| 3   | «Zoey's Extraordinary Boss»        | 23 de febrero de 2020 | 0,5/2         | 1,96                 | 0,2         | 1,01                     | 0,7           | 2,96                       |
| 4   | «Zoey's Extraordinary Neighbor»    | 1 de marzo de 2020    | 0,4/2         | 2,06                 | 0,3         | 1,14                     | 0,7           | 3,20                       |
| 5   | «Zoey's Extraordinary Failure»     | 8 de marzo de 2020    | 0,3/2         | 1,93                 | 0,3         | 0,89                     | 0,6           | 2,82                       |
| 6   | «Zoey's Extraordinary Night Out»   | 15 de marzo de 2020   | 0,4/2         | 1,93                 | 0,3         | 1,06                     | 0,7           | 2,98                       |
| 7   | «Zoey's Extraordinary Confession»  | 22 de marzo de 2020   | 0,4/2         | 1,95                 | 0,3         | 1,03                     | 0,7           | 2,98                       |
| 8   | «Zoey's Extraordinary Glitch»      | 29 de marzo de 2020   | 0,4/2         | 1,88                 | 0,3         | 1,01                     | 0,7           | 2,89                       |
| 9   | «Zoey's Extraordinary Silence»     | 5 de abril de 2020    | 0,4/2         | 1,94                 | 0,3         | 1,10                     | 0,7           | 3,05                       |
| 10  | «Zoey's Extraordinary Outburst»    | 19 de abril de 2020   | 0,4/2         | 1,98                 | 0,3         | 1,10                     | 0,7           | 3,05                       |
| 11  | «Zoey's Extraordinary Mother»      | 26 de abril de 2020   | 0,3/2         | 1,70                 | 0,3         | 1,22                     | 0,6           | 2,92                       |
| 12  | «Zoey's Extraordinary Dad»         | 3 de mayo de 2020     | 0,4/2         | 1,98                 | 0,3         | 0,99                     | 0,7           | 2,96                       |

### Reconocimientos
| Año  | Premio                 | Categoría                                               | Nominado(s) | Resultado | Ref.   |
| ---- | ---------------------- | ------------------------------------------------------- | ----------- | --------- | ------ |
| 2020 | Premios Primetime Emmy | Mejor coreografía en una serie                          | Mandy Moore | Ganadora  | [ 87 ] |
| 2021 | Premios Globos de Oro  | Mejor actriz de serie de televisión - Comedia o musical | Jane Levy   | Nominada  | [ 88 ] |